# 武原はん
武原 はん（たけはら はん、1903年（明治36年）2月4日 - 1998年（平成10年）2月5日）は、徳島県出身の日本舞踊家。本名・武原幸子。

## 来歴
1903年2月4日、徳島県徳島市籠屋町に生まれる。家は花街の裏手にあり、父親はブリキ職人だった。1915年、大阪宗右衛門町の大和屋芸妓学校に入学。山村流の上方舞を修行。14歳で芸者になり、20歳まで大和屋で働いた。1930年、青山二郎の後妻として結婚。青山を通じて小林秀雄、永井龍男、中原中也、宇野千代らとの交流が始まる。1931年、上京し、料亭「灘万」の若女将を務める。藤間勘十郎や二世西川鯉三郎に師事、関西の上方舞を東京に根付かせるのに尽力した。1934年、青山と離婚。写経を高野山の柴田全乗に、俳句を高浜虚子に師事。俳号は「はん女」。はん弥の名で新橋芸者となる。1952年から1994年まで「舞の会」を歌舞伎座、新橋演舞場、国立劇場で開催される。多くの舞踊を発表する。1953年赤坂新町に料亭「はん居」を開店（のちに六本木に移転）。著書『おはん』出版。1992年2月28日「NHK古典芸能鑑賞会」で、芸風が全く異なる、舞踊家の吾妻徳穂と藤間藤子の三人が初めて舞台で共演する。
1998年2月5日、心臓麻痺のため東京都港区六本木の自宅で死去した。95歳没。

## 人物
流派に属さず、また自ら流派を立て弟子を取ることもなく個人舞踊家としての身を貫いた。晩年には花柳寿々紫、藤村志保、神崎えんらを膝下に置き、薫陶を与えた。
俳句と文章を高浜虚子に学び、俳号はん女。虚子が名付けた六本木の料亭「はん居」を1982年まで30年間経営した。
1992年2月「NHK古典芸能鑑賞会」で、芸風が全く異なる、舞踊家の吾妻徳穂と藤間藤子の三人が初めて舞台で共演。荻江「松・竹・梅」を踊る。三人の芸風の違いもさることながら、はん89歳、徳穂83歳、藤子85歳（当時の年齢）という、三人の年齢が高齢ということで話題になった。なお、3人とも没年は1998年である。
養女、孫にあたる武原幸江も舞踊家で、祖母と同じく流派に属さない個人舞踊家を目指している。

### 主催の会
- 「武原はん 舞の会」
- 「武原はん 一代の会」

自ら工夫した豪華な衣装も話題となり、その美しく気品に満ちた舞姿は「動く錦絵」と言われた。特に男に捨てられた寂しい女心を舞う地唄「雪」ははんの代表作となった。

## 出演
- NHK古典芸能鑑賞会」（1992年2月）共演 吾妻徳穂・藤間藤子、荻江「松・竹・梅」
- 芸能花舞台「伝説の至芸・武原はん」（2002年、2004年）NHK　ゲスト渡辺保、藤村志保

## 受賞
- 1972年 - 菊池寛賞受賞
- 1975年 - 勲四等宝冠章受章
- 1980年 - NHK放送文化賞受賞
- 1985年 - 日本芸術院会員
- 1988年 - 文化功労者

## 著書
- 『おはん』創元社、1953年4月。
  - 『おはん』（再版）東京創元社、1957年10月。
- 『句集 小鼓』琅玕洞、1954年9月。
- 『はん葉集』ダヴィッド社、1957年8月。
- 『舞』清水三郎撮影、求龍堂、1972年6月。
- 『のちの雪』光風社書店、1978年10月。
- 『句集 はん寿』武原舞踊研究所、1982年3月。
- 朝比奈隆、島田正吾、田中絹代、尾上松緑、天津乙女、武原はん、野村万蔵 著、日本経済新聞社 編『私の履歴書 文化人 13』日本経済新聞社、1984年4月。ISBN 9784532030834。
- 『武原はん一代句集』武原舞踊研究所、1986年4月。
- 『舞仏心』武原舞踊研究所、1990年2月。
- 『武原はん一代』求龍堂、1996年10月。ISBN 9784763096371。